# Karin Seven
Karin Seven (* 1964 in Kaiserslautern) ist eine deutsche Theaterschauspielerin, Theaterregisseurin sowie Schauspiel-Trainerin.

## Leben und Wirken
Karin Seven absolvierte nach dem Abitur von 1984 bis 1986 ihre Schauspielausbildung am Zinner Studio in München sowie anschließend berufsbegleitend eine Method-Acting-Ausbildung in New York City.
Erste Bühnenengagements hatte sie an den Badischen Kammerschauspielen (1986–1988), am Theater Trier (1988–1989), am Marburger Schauspiel (1989–1991) und am Stadttheater Ingolstadt (1991–1993). Am Stadttheater Ingolstadt gehörte sie bis zum Ende der Spielzeit 1992/93 zum festen Ensemble. Im Mai 1993 trat sie in einer Produktion des Stadttheaters Ingolstadt im Rahmen der Bayerischen Theatertage als „Backfisch“ in György Spirós Theaterstück Hühnerköpfe auf.
Während ihrer Festengagements und ihrer Gastverträge an deutschen Stadt- und Privattheatern war sie in Hauptrollen u. a. in den Shakespeare-Klassikern Der Widerspenstigen Zähmung (als Katharina) und Der Kaufmann von Venedig (als Nerissa) zu sehen. In der Spielzeit 1988/89 trat sie am Stadttheater Trier u. a. als Leontine in Gerhart Hauptmanns Drama Der Biberpelz und als Margreth in Woyzeck von Georg Büchner auf. Außerdem war sie am Stadttheater Trier in der Spielzeit 1988/89 als Lucietta in einer Neuinszenierung der Komödie Krach in Chiozza von Carlo Goldoni besetzt. Sie spielte in ihren anschließenden Bühnenengagements am Theater Marburg u. a. das „Lämmchen“ in Kleiner Mann – was nun?, Catherine in Arthur Millers Blick von der Brücke und das Mädchen in Linie 1 sowie am Stadttheater Ingolstadt die Krankenschwester Dulcy in Eine Mittsommernachtssexkomödie von Woody Allen.
Im Herbst 1993 ging sie nach Berlin, wo sie zunächst am Hansa Theater (1993–1994) und an den Berliner Kammerspielen in Berlin-Tiergarten/Moabit (1995–1996) auftrat, und später dann regelmäßig an Produktionen in der freien Theaterszene Berlins beteiligt war. 1998 spielte sie am Tiyatrom und im Saalbau Neukölln in dem Solostück Nur Kinder Küche Kirche von Dario Fo und Franca Rame, bei dem sie auch selbst Regie führte. In den folgenden Jahren hatte sie Auftritte u. a. im „Theater Zerbrochene Fenster“ (2004–2006), im Theater ACUD (2007–2010) und im Theater im Schokohof (2011). 2008 spielte sie gemeinsam mit Nico Birnbaum am „Theater ACUD“ die Sarah in der zeitgenössischen deutschen Komödie Herr Kolpert von David Gieselmann.
2012 ging sie zur Weiterbildung an das Herbert Berghof Institut (HB Studio) in New York und spielte anschließend in New York in mehreren Off-Theaterproduktionen, u. a. am Manhattan Repertory Theater und am Playwright Theater, später auch am Bank Street Theater (2017).
2013 war sie die Kneipenwirtin Barbara in der Berliner Erstaufführung von R. W. Fassbinders Theaterstück Angst essen Seele auf bei einer Produktion im Ackerstadtpalast in Berlin-Mitte unter der Regie von Hans Hirschmüller. 2015/16 übernahm sie im Theaterforum Kreuzberg die Titelrolle in Die bitteren Tränen der Petra von Kant von R. W. Fassbinder. 2018 war sie im Theaterforum Kreuzberg als Martha in Wer hat Angst vor Virginia Woolf? unter der Regie von Judith von Radetzky zu sehen. 2019 trat sie im Theaterforum Kreuzberg in dem Theaterstück Heilig Abend von Daniel Kehlmann auf. In Berlin spielte sie außerdem Hauptrollen in zeitgenössischen Stücken von William Mastrosimone, Terrence McNally, Helmut Krausser und Yasmina Reza.
2005 gründete sie zusammen mit Mona Glass die freie Theatergruppe Society Players, bei der sie spielt und auch Regie führt. Im Mai 2022 spielte sie in einer Produktion der Society Players die Rolle der Gaby in einer Bühnenfassung von Acht Frauen unter der Regie von Gabriele Gysi im Theaterforum Kreuzberg.
Parallel zu ihrer Theaterarbeit hatte sie Auftritte in Fernsehserien. Als Schauspiel-Trainerin arbeitet sie seit 1995, u. a. an der UdK Berlin. Als Business-Coach trainiert sie Mitarbeiter in Unternehmen in den Bereichen Persönlichkeit und Auftrittskompetenz. Zu diesen Themen veröffentlichte sie auch zwei Sachbücher.

## Filmografie (Auswahl)
- 1995: Im Namen des Gesetzes (Fernsehserie, eine Folge)
- 1996: Alarm für Cobra 11 – Die Autobahnpolizei: Tod bei Tempo 100 (Fernsehserie, eine Folge)
- 2000: Streit um Drei
- 2001: Victor – Der Schutzengel (Fernsehserie, eine Folge)
- 2001: Unser Charly: N.N. (Fernsehserie, eine Folge)
- 2004: Unser Charly: Solo für Charly (Fernsehserie, eine Folge)
- 2006: Allein unter Bauern (Fernsehserie, eine Folge)

## Buchveröffentlichungen
- PowerAct – Ihr starker Auftritt. Sich selbstbewußt und stark präsentieren. Rudolf Haufe Verlag, Freiburg/München 2015, ISBN 978-3-648-06674-4.
- Auftrittskompetenz – wie Sie (sich) erfolgreich präsentieren. Springer Gabler, Wiesbaden 2021, ISBN 978-3-658-32675-3.